# Archeologiedagen
De Archeologiedagen zijn in Nederland en Vlaanderen sinds 2018 themadagen waarop de archeologie centraal staat.
Tijdens de Archeologiedagen kunnen geïnteresseerden archeologische opgravingen bezoeken, worden bodemvondsten tentoongesteld en komen bezoekers in contact met archeologen.